# Gerald en Charlene Gallego
Het echtpaar Gerald Armond (Sacramento, 17 juli 1946 - 18 juli 2002) en Charlene Williams Adell Gallego (Sacramento, 10 oktober 1956) waren Amerikaanse seriemoordenaars die van 1978 tot en met 1980 ten minste tien mensen vermoord hebben, nadat ze die eerst gevangen hielden als seksslaven. Ze staan ook bekend als de Gallego Sex Slave Killers.

## Slachtoffers
- Rhonda Scheffler (17) en Kippi Vaught (16) werden op 11 september 1978 door de Gallegos meegenomen in hun busje. Nadat ze seksueel misbruikt waren, werden ze in een sloot gedumpt en door het hoofd geschoten.
- Brenda Lynne Judd (14) en Sandra Kay Colley (13) werden op 24 juni 1978 meegenomen in het busje van de Gallegos. Charlene keek toe hoe Gerald beide meisjes verkrachtte en dwong ze daarna seks met elkaar te hebben. Ten slotte sloeg Gerald de hersens van de meisjes in met een hamer en begroef ze bij een riviertje.
- Stacey Ann Redican (17) en Karen Chipman Twiggs (17) werden op 24 april 1980 ontvoerd uit een winkelcentrum, misbruikt en op dezelfde manier vermoord en weggewerkt als de vorige twee slachtoffers.
- Linda Aguilar (21), die op dat moment vier maanden zwanger was. Ze werd verkracht en de hersens ingeslagen met een steen. Uit een autopsie bleek Aguilar nog te hebben geleefd toen ze werd begraven. Ze was wakker geworden en gestikt in het zand.
- Virginia Mochel - Op 16 juli 1980 was Mochel de barkeepster van de kroeg waar de Gallegos zaten te drinken. Ze wachtten haar na sluitingstijd op en namen haar vanaf de parkeerplaats mee in hun bus. Terwijl Gerald Mochel verkrachtte in het busje voor de deur van hun huis, keek Charlene binnen televisie. Toen Gerald klaar was reed Charlene de wagen naar een dumpplek, terwijl haar man hun slachtoffer wurgde.
- Craig Miller (22) en Mary Elizabeth Sowers (21). Nadat Gerald Craig dood schoot, namen de Gallegos Sowers mee naar hun woning, waar ze uren verkracht werd. Vervolgens werd de 21-jarige met het busje naar een afgelegen plek gebracht en ook neergeschoten.

## Arrestatie
Vrienden van Miller en Sowers noteerden het nummerbord van het busje van de Gallegos toen hun vrienden instapten. Toen Miller en Sowers wegbleven gingen ze ermee naar de politie. Bovendien werden de Gallegos geïdentificeerd in de bar waar Mochel verdwenen was. Charlene brak tijdens het verhoor en zowel in het busje als het huis van de Gallegos werd bewijs gevonden. Gerald werd in 1983 tot de doodstraf veroordeeld voor de dubbele moord. In ruil voor haar medewerking en getuigenis tegen Gerald, kreeg Charlene zestien jaar en acht maanden gevangenisstraf. In 1984 kreeg Gerald nog een doodstraf opgelegd voor de moorden op Twiggs en Redican. De andere zes zaken werden daarop niet meer gerechtelijk uitgezocht.
Charlene werd in juli 1997 vrijgelaten op een onbekende locatie. Gerald stierf op 18 juli 2002 in gevangenschap in Nevada aan darmkanker.

## Meer misdaden
Voor Gerald Charlene ontmoette, bouwde hij al een indrukwekkend strafblad op, met onder meer inbraak, aanranding, gewapende overvallen en huiselijk geweld erop. Hij misbruikte zijn eigen dochtertje Krista (uit zijn eerste huwelijk, Charlene was zijn vijfde vrouw) van haar zesde tot haar twaalfde.

## In de media
- Het boek All His Father's Sins (1988) werd geschreven door Ray Biondi, een agent die meewerkte aan een deel van de moordzaken.
- The Sex Slave Murders (1995) werd geschreven door criminoloog Ronald Barri Flowers.
- De daden van de Gallegos (en andere) staan verder beschreven in het boek Women Who Kill: Profiles of Female Serial Killers (2007) van criminologe Carol Anne Davis.